# Coupe Challenge masculine de handball 2018-2019
Navigation
Coupe Challenge 2017-2018 Coupe Challenge 2019-2020
La Coupe Challenge masculine de handball 2018-2019 est la 26e édition de la Coupe Challenge, troisième compétition dans la hiérarchie des compétitions européennes masculines.

## Présentation

### Formule
Du premier tour à la finale, la compétition se déroule en matchs aller-retour à élimination directe. Pour les premiers tours, les adversaires peuvent convenir de disputer les deux matchs au même endroit lors du même week-end.
Pour chaque double confrontation, l'équipe qui a marqué le plus de buts sur la somme des deux matchs est qualifiée pour le tour suivant. En cas d'égalité, c'est l'équipe qui a marqué le plus de buts lors du match à l'extérieur. Si les équipes sont encore à égalité, elles disputent une séance de tirs au but.
Pour chaque tour, des qualifications jusqu'au huitièmes de finale, l'EHF fixe des têtes de série avant le tirage au sort. En revanche, à chaque tour, deux clubs d'un même pays peuvent se rencontrer.

### Calendrier
| Tour                | Tirage           | Aller                  | Retour                 | Nombre de participants |
| ------------------- | ---------------- | ---------------------- | ---------------------- | ---------------------- |
| Tour préliminaire   | 17 juillet 2018  | 6 et 7 octobre 2018    | 13 et 14 octobre 2018  | 34                     |
| Seizièmes de finale | 17 juillet 2018  | 17 et 18 novembre 2018 | 24 et 25 novembre 2018 | 32                     |
| Huitièmes de finale | 27 novembre 2018 | 9 et 10 février 2019   | 16 et 17 février 2019  | 16                     |
| Quarts de finale    | 19 février 2019  | 23 et 24 mars 2019     | 30 et 31 mars 2019     | 8                      |
| Demi-finales        | 19 février 2019  | 20 et 21 avril 2019    | 27 et 28 avril 2019    | 4                      |
| Finale              | 30 avril 2019    | 11 ou 12 mai 2019      | 18 ou 19 mai 2019      | 2                      |

### Participants
Les places sont majoritairement allouées selon le coefficient EHF de chaque pays. Voici les clubs participants par tour d'entrée dans la compétition :
16 équipes directement qualifiés pour les seizièmes de finale
- Madeira Andebol SAD
- CSM Bucarest
- HC Donbass Donetsk
- Bodø HK (en)
- HC Neva Saint-Pétersbourg
- HV KRAS/Volendam
- RK Partizan Belgrade
- HC Dukla Prague
- HC MŠK Považská Bystrica
- Göztepe SK
- Ramat Hasharon HC (en)
- HC Visé BM
- HC Berchem
- AEK Athènes
- RK Vogošća (en)
- Dobroudja Dobritch (en)

32 équipes qualifiées pour le tour préliminaire
- HC Macheka Moguilev
- HC ZNTU-ZAB Zaporijjia (en)
- ØIF Arendal (en)
- Dinamo Viktor Stavropol
- JMS Hurry-Up Zwartemeer
- Selka Eskişehir HSK
- Dicken (fi)
- Holon Yuvalim HC (en)
- Estudiantes HC Tournai
- Bregenz Handball
- HB Dudelange
- AC Diomidis Argous
- Pas Aeropos Edessas (it)
- HC Tallinn (et)
- KH Pristina
- KH Kastrioti (en)
- RK Borac Banja Luka
- Pallamano Pressano (en)
- MRK Jedinstvo
- HC Olimpus-85 Chișinău (en)
- Colos SS4 Ciobruciu
- PGU Tiraspol (en)
- Livingston HC
- London GD HC (en)
- Olympia HC (en)
- Parnassos Strovolou (en)
- Imedi Telavi
- VHC Šviesa (en)
- HC Granitas Kaunas
- HC Kauno Ąžuolas
- HC Baki
- Celtnieks Riga

## Résultats

### Tour préliminaire
Les rencontres ont lieu les 5, 6, 7, 13 et 14 octobre 2018.
| Équipe 1                    | Score    | Équipe 2                 | Aller   | Retour  |
| --------------------------- | -------- | ------------------------ | ------- | ------- |
| London GD HC (en)           | 46 – 42  | Livingston HC            | 23 – 19 | 23 – 23 |
| HC Baki                     | 43 – 69  | RK Borac Banja Luka      | 19 – 36 | 24 – 33 |
| Pas Aeropos Edessas (it)    | 44 – 55  | HC Macheka Moguilev      | 20 – 24 | 24 – 31 |
| MRK Jedinstvo               | 46 – 73  | HC Kauno Ąžuolas         | 22 – 37 | 24 – 36 |
| Celtnieks Riga              | 58 – 60  | Holon Yuvalim HC (en)    | 33 – 31 | 25 – 29 |
| Estudiantes HC Tournai      | 56 – 57  | Parnassos Strovolou (en) | 31 – 29 | 25 – 28 |
| Selka Eskişehir HSK         | 63 – 69  | ØIF Arendal (en)         | 34 – 28 | 29 – 41 |
| HB Dudelange                | 73 – 38  | Imedi Telavi             | 32 – 25 | 41 – 13 |
| Dicken (fi)                 | 66 – 46  | PGU Tiraspol (en)        | 37 – 26 | 29 – 20 |
| HC Granitas Kaunas          | 48 – 57  | VHC Šviesa (en)          | 22 – 24 | 26 – 33 |
| Colos SS4 Ciobruciu         | 34 – 114 | Bregenz Handball         | 20 – 54 | 14 – 60 |
| AC Diomidis Argous          | 47 – 70  | Dinamo Viktor Stavropol  | 19 – 38 | 28 – 32 |
| HC Olimpus-85 Chișinău (en) | 37 – 72  | JMS Hurry-Up Zwartemeer  | 16 – 30 | 21 – 42 |
| Olympia HC (en)             | 39 – 77  | Pallamano Pressano (en)  | 16 – 40 | 23 – 37 |
| HC ZNTU-ZAB Zaporijjia (en) | 68 – 44  | KH Pristina              | 32 – 19 | 36 – 25 |
| HC Tallinn (et)             | 47 – 51  | KH Kastrioti (en)        | 22 – 25 | 25 – 26 |

Seulement deux rencontres se sont jouées en aller-retour : Selka Eskişehir HSK contre ØIF Arendal (en) qui a réuni 2 550 spectateurs en Turquie puis 1 852 en Norvège et celle entre les deux clubs lituaniens (HC Granitas Kaunas et VHC Šviesa (en)) qui ont tout de même disputé les deux matchs sur le même week-end. Le KH Kastrioti (en) et le HC Macheka Moguilev ont également réuni plus de mille personnes : 1 000 puis 1 100 pour le club kosovar et 1 100 au premier match pour l'équipe biélorusse. L'affluence moyenne est de 624 spectateurs pour ce tour préliminaire.

### Seizièmes de finale
Les seizièmes de finale se sont joués sur deux week-ends consécutifs, du 16 et 25 novembre 2018.
| Équipe 1                    | Score   | Équipe 2                 | Aller   | Retour  |
| --------------------------- | ------- | ------------------------ | ------- | ------- |
| RK Partizan Belgrade        | 58 – 60 | Dicken (fi)              | 33 – 28 | 25 – 32 |
| RK Vogošća (en)             | 40 – 53 | RK Borac Banja Luka      | 22 – 23 | 18 – 30 |
| HV KRAS/Volendam            | 56 – 60 | Dinamo Viktor Stavropol  | 32 – 32 | 24 – 28 |
| HC Neva Saint-Pétersbourg   | 55 – 28 | HB Dudelange             | 31 – 12 | 24 – 16 |
| AEK Athènes                 | 49 – 43 | Bregenz Handball         | 29 – 25 | 20 – 18 |
| Pallamano Pressano (en)     | 47 – 57 | HC MŠK Považská Bystrica | 24 – 28 | 23 – 29 |
| Holon Yuvalim HC (en)       | 57 – 65 | HC Berchem               | 28 – 33 | 29 – 32 |
| HC Macheka Moguilev         | 81 – 48 | Dobroudja Dobritch (en)  | 34 – 25 | 47 – 23 |
| HC Dukla Prague             | 55 – 48 | HC Kauno Ąžuolas         | 27 – 20 | 28 – 28 |
| HC Donbass Donetsk          | 73 – 37 | London GD HC (en)        | 40 – 22 | 33 – 15 |
| HC Visé BM                  | 71 – 47 | KH Kastrioti (en)        | 33 – 21 | 38 – 26 |
| HC ZNTU-ZAB Zaporijjia (en) | 57 – 60 | Ramat Hasharon HC (en)   | 32 – 27 | 25 – 33 |
| VHC Šviesa (en)             | 58 – 49 | Bodø HK (en)             | 35 – 23 | 23 – 26 |
| JMS Hurry-Up Zwartemeer     | 49 – 69 | Madeira Andebol SAD      | 21 – 37 | 28 – 32 |
| CSM Bucarest                | 79 – 38 | Parnassos Strovolou (en) | 32 – 24 | 47 – 14 |
| ØIF Arendal (en)            | 68 – 53 | Göztepe SK               | 40 – 25 | 28 – 28 |

642 spectateurs en moyenne ont assisté à ces rencontres. La plus forte affluence est pour le match retour entre les deux clubs bosniens : RK Borac Banja Luka contre RK Vogošća (en) avec 2 100 spectateurs. La double confrontation la plus suivie est encore celle opposant ØIF Arendal (en) à un club turc, Göztepe SK en l'occurrence : 1 499 personnes à Arendal et 2 000 au retour, malgré le retard important. Bregenz Handball (1 800), RK Partizan Belgrade (1 127) et KH Kastrioti (en) (1 000) ont également atteint le millier de spectateurs.

### Huitièmes de finale
Hormis pour les rencontres disputées sur un seul terrain, les matchs aller ont lieu les 9 et 10 février 2019 puis les matchs retour les 15, 16 et 17 février 2019.
| Équipe 1                 | Score   | Équipe 2                  | Aller   | Retour  |
| ------------------------ | ------- | ------------------------- | ------- | ------- |
| Ramat Hasharon HC (en)   | 53 – 69 | AEK Athènes               | 28 – 34 | 25 – 35 |
| HC MŠK Považská Bystrica | 45 – 56 | HC Neva Saint-Pétersbourg | 21 – 31 | 24 – 25 |
| HC Donbass Donetsk       | 47 – 60 | Madeira Andebol SAD       | 22 – 32 | 25 – 28 |
| HC Dukla Prague          | 48 – 58 | CSM Bucarest              | 23 – 28 | 25 – 30 |
| HC Macheka Moguilev      | 65 – 68 | HC Visé BM                | 31 – 32 | 34 – 36 |
| ØIF Arendal (en)         | 49 – 52 | Dinamo Viktor Stavropol   | 27 – 21 | 22 – 31 |
| HC Berchem               | 50 – 56 | Dicken (fi)               | 24 – 28 | 26 – 28 |
| VHC Šviesa (en)          | 38 – 52 | RK Borac Banja Luka       | 16 – 29 | 22 – 23 |

L'affluence moyenne pour ces huitièmes de finale est de 774 personnes. Le RK Borac Banja Luka réunit encore la plus grande assemblée avec 2 500 spectateurs. Trois autres clubs ont réuni un millier de personnes : HC Macheka Moguilev (1 400), ØIF Arendal (en) (1 276) et HC MŠK Považská Bystrica (1 200).

### Quarts de finale
Les quarts de finale aller se jouent les 23 et 24 mars 2019. Le retour a lieu le week-end suivant, les 30 et 31 mars 2019.
| Équipe 1                | Score   | Équipe 2                  | Aller   | Retour  |
| ----------------------- | ------- | ------------------------- | ------- | ------- |
| Dinamo Viktor Stavropol | 49 – 51 | AEK Athènes               | 25 – 21 | 24 – 30 |
| Madeira Andebol SAD     | 54 – 53 | Dicken (fi)               | 28 – 27 | 26 – 26 |
| HC Visé BM              | 45 – 74 | HC Neva Saint-Pétersbourg | 26 – 33 | 19 – 41 |
| CSM Bucarest            | 54 – 42 | RK Borac Banja Luka       | 25 – 19 | 29 – 23 |

970 personnes en moyenne se sont déplacés pour les quarts de finale. Le RK Borac Banja Luka, avec ses 3 300 spectateurs dans la salle Borik, contribue largement à augmenter la moyenne, aucun autre club n'ayant atteint le millier de spectateurs.

### Demi-finales
Les demi-finales se jouent les samedis 20 et 27 avril 2019.
| Équipe 1                  | Score   | Équipe 2     | Aller   | Retour  |
| ------------------------- | ------- | ------------ | ------- | ------- |
| HC Neva Saint-Pétersbourg | 44 – 51 | CSM Bucarest | 24 – 26 | 20 – 25 |
| Madeira Andebol SAD       | 57 – 44 | AEK Athènes  | 27 – 22 | 30 – 22 |

La première demi-finale attire 400 spectateurs en Russie et 500 en Roumanie. Les affluences sont un peu meilleures pour l'autre match avec 640 puis 800 personnes.

### Finale
La manche aller de la finale à lieu au Pavilhão do Marítimo de Funchal le dimanche 12 mai 2019 devant 1 000 spectateurs. 1 500 personnes assistent au match retour, le samedi 18 mai 2019 à la Sala Polivalentă Dinamo (en) de Bucarest.
| Équipe 1            | Score   | Équipe 2     | Aller   | Retour  |
| ------------------- | ------- | ------------ | ------- | ------- |
| Madeira Andebol SAD | 42 – 48 | CSM Bucarest | 22 – 22 | 20 – 26 |

## Statistiques
| Rang | Nom                | Équipe                    | Buts |
| ---- | ------------------ | ------------------------- | ---- |
| 1    | Elledy Semedo      | Madeira Andebol SAD       | 58   |
| 2    | Lars Jakobsen      | AEK Athènes               | 48   |
| 3    | Ulisses Ribeiro    | Madeira Andebol SAD       | 40   |
| 4    | Viktor Babkin      | HC Neva Saint-Pétersbourg | 39   |
| 5    | Elias António (en) | CSM Bucarest              | 37   |